# Nordschleswigsche Gemeinde
Die Nordschleswigsche Gemeinde der Evangelisch-Lutherischen Kirche in Norddeutschland ist eine Freikirche nach dänischem Recht. Sie wurde 1923 von Mitgliedern der Deutschen Minderheit in Dänemark gegründet.

## Zielsetzung
Das Ziel der Nordschleswigschen Gemeinde wurde in der ersten Satzung 1923 formuliert und im § 2 beschrieben: „Ziel ist es deutsche Gottesdienste und Kirchliches Leben im Anschluß an die evangelisch-lutherische Landeskirche Schleswig-Holsteins zu unterhalten und zu fördern.“ Diese Zielsetzung wurde in den neueren Satzungen nicht wieder festgehalten, gelten aber nach wie vor unter den sich wandelnden Gegebenheiten der nördlichsten Ev.-Luth. Teilkirche Deutschlands.

## Organisation
Die Nordschleswigsche Gemeinde ist eine Freikirche nach dänischem Recht, deren Besonderheit darin besteht, dass sie von einem Laienvorstand geleitet wird, den die Kirchenvertreterversammlung wählt. Die Verwaltung der Gemeinde liegt beim Kirchenbüro der Gemeinde in Tingleff.
Die deutschen Pastoren der dänischen Volkskirche in den vier nordschleswigschen Städten und die Pastoren der Nordschleswigschen Gemeinde bilden einen gemeinsamen Konvent, der unter dem Vorsitz des Seniors der Nordschleswigschen Gemeinde tagt.

## Geschichte
Die Volksabstimmung 1920 im nördlichen Teil des alten Herzogtums Schleswig führte zur Bildung eigener kultureller Organisationen und Institutionen der nun in Dänemark lebenden deutschen Minderheit. Auf kirchlichem Gebiet stimmte die dänische Regierung einer Regelung zu, die eine deutschsprachige kirchliche Versorgung in den vier Städten Apenrade, Hadersleben, Sonderburg und Tondern sicherte, mit jeweils einem eigenen Pastor für den deutschen Bevölkerungsteil. Darüber hinaus wurde zugesichert, dass eine deutschsprachige kirchliche Versorgung auf dem Lande dort erfolgen könne, wo es einen entsprechenden Bedarf gebe. Die bisherigen Pastoren sollten sich einer Abstimmung über ihren weiteren Verbleib in ihren Gemeinden stellen. Betroffen waren 112 Pfarrstellen, von denen jedoch mehr als die Hälfte der Amtsinhaber ihre Stellen schon vor der Abstimmung verlassen hatten. Zum Erstaunen der dänischen Seite wurden von den 42 Pastoren, die sich der Abstimmung stellten, 35 in ihrem Amt bestätigt. Insgesamt verblieben 44 Pastoren aus der preußischen Zeit in ihren Ämtern. Die darauf von dänischer Seite erfolgte restriktive Handhabung der Feststellung eines deutschsprachigen kirchlichen Bedarfs führte am 25. März 1923 in Tingleff zur Gründung der „Evangelisch-lutherischen Gemeinde der Schleswig-Holsteinischen Landeskirche in Nordschleswig“. Initiator und federführend bei dieser Gründung war der aus Tingleff stammende Kaufmann Jacob Nissen, den man auch zum ersten Vorsitzenden der Gemeinde wählte.
Als erster Pastor wurde am 29. April 1923 Fritz Gottfriedsen durch den holsteinischen Generalsuperintendenten Peter Friedrich Petersen in sein Amt eingeführt. Sein Amtsbezirk umfasste die Kirchengemeinden Tingleff, Gravenstein, Holebüll, Klipleff und Uk. Es folgte am 1. April 1924 Pastor Harald Boyens mit Amtssitz in Lügumkloster und dem Amtsbezirk mit den Kirchengemeinden Bedstedt, Lügumkloster, Rapstedt und Hoist. Die Verhandlungen mit dem Schleswiger Konsistorium resultierten in einer Vereinbarung, in der die Wahl der Pastoren durch den Vorstand der Gemeinde erfolgen, die Berufung, ggf. Abberufung und die Einführung ins Amt der Geistlichen sowie das Visitationsrecht durch den Generalsuperintendenten vorgenommen werden sollte. Diese Vereinbarung enthielt auch den endgültigen Namen der neuen Freikirche: „Nordschleswigsche Gemeinde der evangelisch-lutherischen Landeskirche Schleswig-Holstein“, die sich in der Folgezeit auf sieben Pfarrbezirke erweiterte.
Die Zeit des Nationalsozialismus und der Zweite Weltkrieg mit der Besetzung Dänemarks durch deutsche Truppen führten 1945 zum Zusammenbruch der Nordschleswigschen Gemeinde. Die Pastoren wurden interniert oder wegen ihrer deutschen Staatsangehörigkeit ausgewiesen, die Versorgung der Gemeinden notdürftig durch die in ihren Ämtern verbliebenen deutschen Stadtpastoren der dänischen Volkskirche aufrechterhalten. Diese hatten während der Besatzungszeit eine kritische Distanz zum Nationalsozialismus bewahrt und dies auch im Rahmen der Möglichkeiten nach außen deutlich gemacht.
Nach schwierigen Verhandlungen zwischen der dänischen Volkskirche auf der einen und der Schleswig-Holsteinischen Landeskirche und dem Außenamt der Evangelischen Kirche in Deutschland auf der anderen Seite, die vor allem deshalb zustande kamen, weil die dänische Seite ein Interesse an der Klärung der dänischsprachigen kirchlichen Versorgung der Dänischen Minderheit in Südschleswig hatte, gelang 1948 ein Neuanfang: Am 17. Oktober 1948 ordinierte der Bischof für Schleswig Reinhard Wester in einem Festgottesdienst den aus Tingleff gebürtigen cand. theol. Hans Egon Petersen und führte ihn in sein Amt als erster Nachkriegspastor der Nordschleswigschen Gemeinde ein. Petersen stammte aus einer Familie, die sich als bekennende Christen an führender Stelle im Verein „Freunde der Breklumer Mission“ betätigt hatte. Er selbst gehörte während seines Studiums in Halle und Tübingen zur Studentengemeinde der Bekennenden Kirche. Bischof Wester, der während der NS-Zeit ebenfalls an führender Stelle zur Bekennenden Kirche gehört hatte, bestand nach den Erfahrungen der NS-Zeit darauf, dass es eine strikte Trennung von Kirche und Politik geben müsse, und beauftragte den neuen Pastor mit der Forderung „Kirche muß Kirche bleiben“, diesem Anliegen Rechnung zu tragen – was zunächst zu erheblichen Irritationen führte, weil es eine solche strikte Trennung in Nordschleswig bis dahin nicht gegeben hatte.
1948–50 war Pastor Petersen mit Wohnsitz in Lügumkloster einziger Pastor der Gemeinde und für die Versorgung der gesamten ländlichen Gebietes Nordschleswigs zuständig. 1950 kam der aus Lautrup stammende Pastor Friedrich Jessen hinzu, der die Pfarrstelle Tingleff übernahm und damit die Versorgung des östlichen Teils Nordschleswigs. Als Dritter übernahm 1951 der aus Tondern stammende Pastor Andreas Schau die Pfarrstelle in Hoyer. 1954 erhielt die Nordschleswigsche Gemeinde ihre Anerkennung als Gesamtgemeinde, die sich bis 1962 wieder auf sieben Pfarrbezirke erweiterte. Seit Gründung der Nordelbischen Evangelisch-Lutherischen Kirche 1970 hat auch die Nordschleswigsche Gemeinde ihren Namen entsprechend geändert. Finanzielle Probleme der Nordelbischen Kirche bewirkten 2005, dass zwei Pfarrstellen in Nordschleswig gestrichen werden mussten. Die kirchliche Versorgung auf dem Lande erfolgt heute durch die Pastoren der fünf verbliebenen Pfarrbezirke.